# 21 de febrero
El 21 de febrero es el 52.º (quincuagésimo segundo) día del año según el calendario gregoriano. Quedan 313 días para finalizar el año y 314 en los años bisiestos.

## Acontecimientos
- 148 a. C.: en Antioquía (Turquía) sucede un terremoto. Se desconoce la cantidad de muertos.[1]
- 362: en Egipto, san Atanasio regresa a Alejandría.
- 705: en China, la emperatriz Wu Zetian sufre un golpe de Estado y es obligada a abdicar a favor de su hijo.
- 1431: los ingleses inician el juicio contra la militar francesa Juana de Arco.
- 1440: se forma la Confederación Prusiana.
- 1521: en España, el ejército comunero al mando de Juan de Padilla asedia la ciudad de Torrelobatón y su castillo.
- 1613: en Rusia, Miguel I es elegido zar por el parlamento, con lo cual se inicia la dinastía de los Románov.
- 1714: en España, las distintas fuerzas marítimas pasan a llamarse Armada Real.
- 1797: una fuerza de 1400 soldados franceses invade Gran Bretaña en Fishguard en apoyo de la Society of United Irishmen. Fueron derrotados por 600 reservistas británicos.
- 1804: en Gales (Reino Unido) hace su aparición la primera locomotora.
- 1807: en España ―con autorización del papa Pío VII―, se acuerda la enajenación de parte de los bienes de las iglesias para aliviar la angustiosa situación de la Hacienda pública.
- 1808: sin una declaración de guerra previa, las tropas rusas cruzan la frontera con Suecia en Abborfors en el este de Finlandia, comenzando así la Guerra de Finlandia, en la que Suecia perderá la mitad oriental del país (es decir, Finlandia) frente a Rusia.
- 1809: en Zaragoza, la Junta capitula ante los franceses tras varios meses de asedio y más de cincuenta mil muertos.
- 1811: en Chile ―en el marco de su independencia― se promulga el decreto de libre comercio, con el que se pone fin al monopolio que España ejercía sobre el comercio de ese país.
- 1819: España ―mediante el Tratado de Adams-Onís― cede a Estados Unidos los territorios de Oregón y Florida.
- 1848: se publica el Manifiesto del Partido Comunista de Karl Marx y Friedrich Engels.
- 1858: en Grecia, la ciudad de Corinto es destruida por un fuerte temblor de tierra.
- 1861: se funda Mariehamn, la capital de Åland.[2][3]
- 1862: durante la guerra civil estadounidense, la batalla de Valverde se libra cerca de Fort Craig en el territorio de Nuevo México.
- 1893: en Argentina, se funda la Argentine Association Football League,[4]la tercera liga de fútbol del mundo, luego de la británica y la neerlandesa.
- 1901: en Suiza, Albert Einstein se convierte en ciudadano de Zúrich.
- 1903: en Budapest se estrena la ópera Moharozsa, de Jeno Hubay.
- 1904: en Manchuria, Alexei Kuropatkin (ministro ruso de la guerra) es nombrado comandante en jefe del Ejército de Tierra.
- 1905: comienza la batalla de Mukden entre rusos y japoneses.
- 1907: en Berlín se estrena la ópera Un Romeo y Julieta de aldea, de Frederick Delius.
- 1910: en España, el rey Alfonso XIII firma un decreto de indulto para la mayoría de los condenados por los sucesos de la Semana Trágica de Barcelona.
- 1911: en Londres (Reino Unido), la Cámara de los Lores pierde su derecho de veto en los temas económicos.
- 1913: en Berlín se constituye la Sociedad Médica de Sexología y Eugenesia.
- 1915: en San Francisco (California) se inaugura la Exposición Universal con la participación de 45 países, incluidos los que están participando en la Primera Guerra Mundial.
- 1915: en México, el general Venustiano Carranza ordena la detención de muchos sacerdotes nacionales y extranjeros; estos últimos reciben la orden de abandonar el país.
- 1916: en Francia ―en el marco de la Primera Guerra Mundial― comienza la Batalla de Verdún.
- 1918: en Palestina, el Ejército Británico se apodera de la ciudad de Jericó.
- 1919: El personal de todo el sector eléctrico de Barcelona se une a la Huelga de la Canadiense. El 70% de todo el tejido industrial de la ciudad se ve afectado provocando su paro forzoso.
- 1919: en la República Soviética de Baviera (Alemania), es asesinado el primer ministro Kurt Eisner.
- 1920: en España, dimite el Gobierno de Manuel Allendesalazar Muñoz.
- 1920: Raúl Pateras Pescara patenta el primer helicóptero viable de la historia.
- 1921: comienzan las rebeliones obreras de Petrogrado (San Petersburgo) y Moscú contra las medidas del comunismo de guerra.
- 1921: en Madrid, el escultor español Victorio Macho expone en el Palacio de Bibliotecas y Museos.
- 1921: Reza Shah toma el control de Teherán durante un golpe de Estado.
- 1922: el dirigible militar estadounidense Roma estalla en vuelo, con el resultado de 43 muertos.
- 1924: el general Miguel Primo de Rivera clausura el Ateneo de Madrid y destierra a Miguel de Unamuno tras desposeerle de su cátedra en la Universidad de Salamanca.
- 1925: en España inicia sus emisiones Radio Ibérica, que únicamente transmite para España un diario hablado, dando noticias sin comentarios.
- 1927: en Berlín se estrena la opereta El zarévich, de Franz Lehár.
- 1929: en la primera batalla de la rebelión de los señores de la guerra en el noreste de Shandong contra el gobierno nacionalista de China, una fuerza rebelde de 24 000 hombres liderada por Zhang Zongchang fue derrotada en Zhifu por 7000 soldados de la NRA.
- 1929: el gobierno francés niega el asilo político al político soviético León Trotski.
- 1931: en España, el número de obreros parados en todo el país asciende a unos 150 000.
- 1934: en Nicaragua, Anastasio Somoza García jefe director de la Guardia Nacional de Nicaragua con apoyo de la Legación Americana ejecuta el asesinato a traición del general Augusto C. Sandino y sus lugartenientes Francisco Estrada y Juan Pablo Umanzor. El coronel Santos López escapa del cerco a la casa de Sofonías Salvatierra donde es muerto Sócrates Sandino Tiffer.
- 1935: en España, las reclamaciones por daños causados por la Revolución de Asturias, planificada por la Alianza Obrera, suman ya más de 3000.
- 1936: en España, la Diputación Permanente de las Cortes Españolas aprueba el proyecto de amnistía redactado por el Gobierno y que afecta a todos los presos políticos.
- 1936: en España se produce el cese del general Franco como jefe de Estado Mayor del Ejército, tras lo cual es trasladado a Canarias.
- 1939: en Newcastle (R. U.) es botado el acorazado británico King George V.
- 1942: en Uruguay se produce un golpe de Estado que supone la continuación en la presidencia del general Alfredo Baldomir.
- 1943: en Madrid (España) se inaugura el Estadio Metropolitano.
- 1943: en Francia ―en el marco de la Segunda Guerra Mundial― las autoridades alemanas suspenden la línea de demarcación entre las dos zonas francesas.
- 1943: en Japón ―en el marco de la Segunda Guerra Mundial― el general Tojo es nombrado jefe de Estado Mayor Imperial.
- 1946: en España, tras ser condenado a muerte por el régimen de Francisco Franco, es fusilado Cristino García Granda, quien había luchado en el bando republicano durante la guerra civil española y contra los alemanes en Francia, donde es considerado Héroe Nacional. Su ejecución llevó al cierre de la frontera entre estos dos países.[5]
- 1946: en Egipto los obreros realizan una huelga general que es reprimida por la policía, que asesina a 12 manifestantes.
- 1947: Edwin Land muestra por primera vez una «cámara instantánea», la Polaroid Land Camera.
- 1948: en Estados Unidos se crea la NASCAR (National Association for Stock Car Auto Racing).
- 1949: se alcanza un acuerdo entre Estados Unidos y Nicaragua por el que se dan por terminadas las diferencias existentes con Costa Rica, a causa de las actividades de los exiliados costarricenses.
- 1952: en Daca (Pakistán Oriental), la policía pakistaní asesina a decenas de estudiantes y activistas políticos que reclamaban la igualdad de su lengua materna, el bengalí.
- 1952: en el Reino Unido, Winston Churchill decreta la desaparición del documento de identidad.
- 1953: Francis Crick y James Watson descubren la estructura helicoidal de la molécula de ADN.
- 1957: la Real Academia Española elige como nuevo académico a Camilo José Cela.
- 1957: en el paraninfo de la Universidad de Barcelona se celebra la primera asamblea libre de estudiantes.
- 1958: en Ifni (Marruecos) se inicia la segunda fase de la invasión militar española.
- 1960: en el balneario Viña del Mar (Chile) se inaugura el primer Festival Internacional de la Canción de Viña del Mar.
- 1960: en Cuba, Fidel Castro nacionaliza todas las empresas.
- 1963: en Libia un terremoto destruye la localidad de Barce (Al Marj), que contaba con 3000 habitantes, y causa la muerte de más de 500.
- 1964: en el Teatro Reina Victoria de Madrid se estrena Nos venden el piso, de Alfonso Paso.
- 1965: en Nueva York es asesinado el activista afroestadounidense Malcolm X.
- 1966: en Francia, el general De Gaulle anuncia que la flota francesa del Mediterráneo quedará desligada del mando de la OTAN y que no se almacenarán armas atómicas estadounidenses en las bases francesas.
- 1967: en España, los sumarios por los hechos de la Ciudad Universitaria de Madrid pasan a jurisdicción militar.
- 1970: en Wurenlingen (Suiza), un avión de la compañía Swissair se estrella cerca de la central nuclear, con un balance de 47 muertos.
- 1971: Convención sobre sustancias psicotrópicas es adoptada.
- 1972: la nave soviética Luna 20 llega a la Luna.
- 1972: Richard Nixon visita China, siendo la primera visita oficial de un presidente de Estados Unidos a dicho país.
- 1973: aviones caza de las fuerzas aéreas israelíes sospechan que un avión libio de pasajeros Boeing 737 de la empresa Libyan Arab Airlines es un avión enemigo y lo derriban. De 113 civiles solo sobreviven 5 (1 tripulante y 4 pasajeros). El ministro de Defensa de Israel, Moshe Dayan, mencionó un «error de apreciación», e Israel pagó una compensación económica a los familiares de las víctimas.
- 1974: en el canal de Suez termina la retirada de los últimos soldados israelíes.
- 1976: en Örnsköldsvik (Suecia) se inauguran los Juegos Paralímpicos de Invierno.
- 1978: en la Ciudad de México, los trabajadores de la compañía de Luz Y Fuerza del Centro realizan el hallazgo del monolito conocido como "La Coyolxauhqui", comenzando una nueva etapa de investigaciones que derivarían en el hallazgo del Templo Mayor de Tenochtitlán
- 1980: se inaugura la desarrolladora de videojuegos HAL Laboratory.
- 1981: Asalto a la embajada de Ecuador en Cuba.
- 1982: en España, Manuel Fraga Iribarne es reelegido presidente de Alianza Popular.
- 1982: en Guatemala es asesinado el candidato presidencial socialdemócrata Guillermo Rodríguez.
- 1985: el gobierno estadounidense suspende las relaciones militares con Nueva Zelanda y deja de considerarlo como un país aliado.
- 1985: en España, la expresidenta argentina María Estela Martínez de Perón dimite de la presidencia del Partido Justicialista argentino.
- 1986: en España, Xerardo Fernández Albor es reelegido presidente de la Junta de Galicia.
- 1986: se lanza en Japón el videojuego "The Legend Of Zelda".
- 1987: en Beirut oeste, entran cuatro mil soldados sirios tras una semana de duros combates para intentar un alto el fuego de las milicias enfrentadas.
- 1988: en España, Julio Anguita es nombrado secretario general del PCE.
- 1988: en Estados Unidos el conocido teleevangelista Jimmy Swaggart es obligado a confesar por televisión sus pecados sexuales, al hacerse públicas unas fotografías que causaron un gran escándalo.
- 1990: el ministro del Interior, José Luis Corcuera, y el presidente de la Generalidad de Cataluña, Jordi Pujol, acuerdan las bases para el despliegue de la policía catalana.
- 1990: en Rabat (Marruecos) se realiza la segunda jornada de la cumbre entre Felipe González y Hassan II.
- 1991: Checoslovaquia ingresa en el Consejo de Europa y se convierte en el vigésimo quinto miembro de este organismo.
- 1994: la película En el nombre del padre, realizada por Jim Sheridan, recibe el Oso de Oro del Festival de Berlín.
- 1994: en México, Televisión Azteca estrena a través del Canal Trece, su noticiero estelar Hechos conducido por el periodista Javier Alatorre.
- 1995: un motín en la prisión de Serkadji en Argelia se salda con 96 presos y 4 vigilantes muertos.
- 1997: en Guatemala comienza el despliegue de boinas azules de la ONU para verificar la desmovilización de la guerrilla.
- 1997: el Fondo Internacional de Desarrollo Agrícola, compuesto por 160 países miembros, acuerda una refinanciación por un total de 485 millones de dólares para el siguiente trienio.
- 1999: en el Festival de Cine de Berlín el director estadounidense Terrence Malick recibe el Oso de Oro por su película La delgada línea roja.
- 1999: en órbita alrededor de la Tierra, la nave Soyuz TM-29 se acopla a la estación MIR con la última tripulación del programa espacial que va a utilizarla, por falta de presupuesto.
- 2001: en el Vaticano, el obispo argentino Jorge Mario Bergoglio (quien se convertirá en el papa Francisco) es instituido cardenal por el entonces papa Juan Pablo II
- 2003: durante un recital de la banda de rock Great White, unas 100 personas mueren debido a un incendio.
- 2003: en Croacia, el primer ministro Ivica Račan presenta la solicitud oficial para que su país se convierta en miembro de la Unión Europea en 2007.
- 2003: el Gobierno palestino aprueba una tregua anual en la Intifada.
- 2004: se crea el primer partido político exclusivo europeo: los verdes de Europa.
- 2004: en Irak, dos miembros de Cruz Roja visitan al expresidente Saddam Hussein, por primera vez desde su detención.
- 2004: la película Las invasiones bárbaras, del canadiense Denys Arcand, resulta vencedora de la 29.ª edición de los premios César, acaparando los principales premios.
- 2005: la revista Nature publica el descubrimiento de los pangenes, un tipo de genes que controla la diferenciación de las células madre y el momento en que esta se produce.
- 2005: en el País Vasco, el lehendakari Juan José Ibarretxe disuelve el Parlamento Vasco y convoca elecciones para el 17 de abril.
- 2005: en Madrid, un derrumbe en las obras de ampliación de la línea 1 del Metro provoca la muerte de un trabajador y heridas a otros siete.
- 2005: en Israel, el Gobierno libera a 500 prisioneros palestinos.
- 2006: el grupo energético alemán E.ON lanza una OPA (oferta pública de adquisición) sobre Endesa, primera eléctrica española, cinco meses después de la oferta que protagonizó Gas Natural.
- 2006: el presidente palestino, Mahmud Abbas, encarga a Hamás la formación del nuevo Gobierno.
- 2006: el alcalde de Palencia, Heliodoro Gallego, asume la presidencia de la Federación Española de Municipios y Provincias (FEMP).
- 2008: sale a la venta, en castellano, el último libro de la saga de Harry Potter, Harry Potter y las reliquias de la Muerte, de la escritora J. K. Rowling.
- 2016: en Bolivia se realiza un referéndum constitucional para permitir una nueva reelección del presidente Evo Morales, el cual es rechazado con el 51 % de los votos.
- 2021: en el aeropuerto de Emiliano Zapata (México) se accidenta un avión de la Fuerza Aérea Mexicana. Fallecen 6 militares.
- 2022: en Colombia, se aprueba la ley de despenalización del aborto voluntario hasta la semana 24 de gestación.
- 2023: en Estados Unidos, el Departamento de Estado, aprueba la extradición al Perú, del expresidente Alejandro Toledo.

## Nacimientos

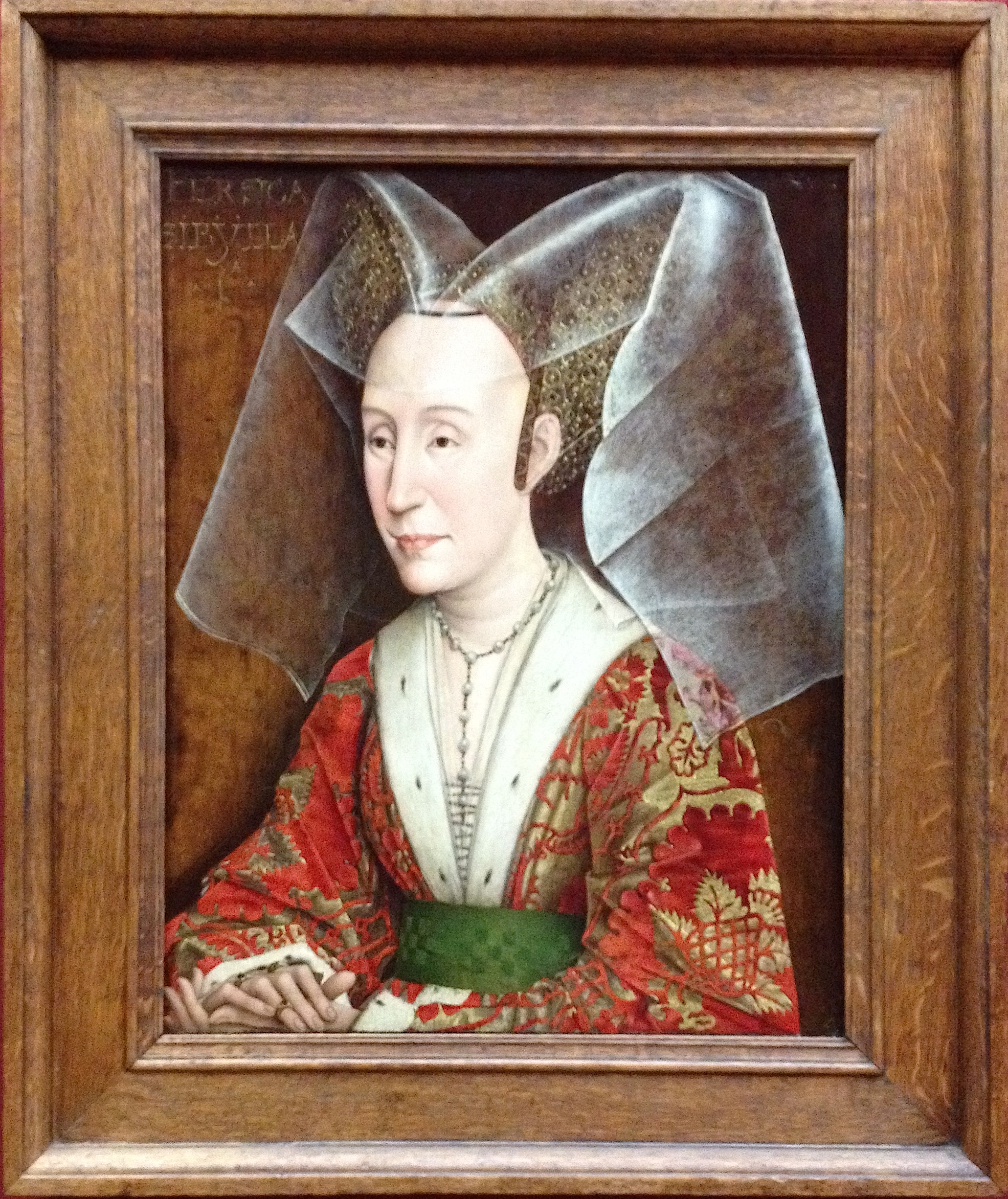
Duquesa Isabel

- Duquesa Isabel711: Suzong, emperador chino de la dinastía Tang (f. 762).
- 1397: Duquesa Isabel, aristócrata portuguesa (f. 1471).
- 1413: Luis de Saboya, aristócrata francés (f. 1465).
- 1591: Gérard Desargues, matemático francés (f. 1661).
- 1728: Pedro III, zar ruso, esposo de Catalina la Grande (f. 1762).
- 1747: Eugenio Espejo, líder independentista ecuatoriano (f. 1795).
- 1757: Michel-Gabriel Paccard, médico y alpinista saboyano (f. 1827), ciudadano del Reino de Cerdeña. Fue el primero en coronar el monte Blanco con Jacques Balmat el 8 de agosto de 1786.
- 1779: Friedrich Karl von Savigny, jurista alemán (f. 1861).
- 1783: Catalina de Württemberg, aristócrata alemana (f. 1835).
- 1785: Karl August Varnhagen von Ense, compositor alemán (f. 1858).
- 1791: Carl Czerny, compositor y pianista austríaco (f. 1857).
- 1794: Antonio López de Santa Anna, político y militar mexicano, presidente en 11 ocasiones (f. 1876).
- 1797: Carmen Puch de Güemes, mujer argentina, esposa del militar Martín Miguel de Güemes (f. 1822).
- 1801: John Henry Newman, cardenal británico (f. 1890).
- 1815: Jean-Louis-Ernest Meissonier, pintor francés (f. 1891).
- 1817: José Zorrilla, dramaturgo y poeta romántico (f. 1893).
- 1830: Addison Brown, abogado, juez y naturalista estadounidense (f. 1913).
- 1830: Henry Wallis, pintor británico (f. 1916).
- 1831: Henri Meilhac, autor y libretista francés (f. 1897).
- 1836: Léo Delibes, compositor francés (f. 1891).
- 1844: Charles-Marie Widor, compositor francés (f. 1937).
- 1851: Juan-María Nepomuceno Jordán Urriés, aristócrata («marqués de Ayerbe») español (f. 1908).
- 1856: Hendrik Petrus Berlage, arquitecto y urbanista neerlandés (f. 1934).
- 1861: Torcuato Luca de Tena y Álvarez Ossorio, periodista español (f. 1929).
- 1861: Alfredo Zayas y Alfonso, poeta y político cubano (f. 1934).
- 1865: August von Wassermann, bacteriólogo alemán (f. 1925).
- 1870: Manuel Gómez-Moreno, arqueólogo e historiador español (f. 1970).
- 1875: Jeanne Calment, persona más longeva de todos los tiempos (f. 1997).
- 1880: Waldemar Bonsels, escritor alemán (f. 1952).
- 1885: Halvor Birch, gimnasta artístico danés (f. 1962).
- 1885: Sacha Guitry, actor, cineasta y comediógrafo francés (f. 1957).
- 1888: José Félix Estigarribia, militar y político paraguayo (f. 1940).

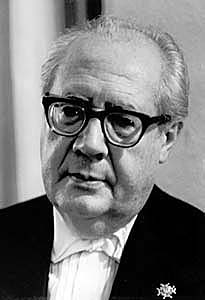
Andrés Segovia

- Andrés Segovia1893: Gunnar Malmquist, astrónomo sueco (f. 1982).
- 1893: Andrés Segovia, músico español (f. 1987).
- 1895: Henrik Dam, bioquímico y fisiólogo danés, premio nobel de medicina en 1943 (f. 1976).
- 1902: Severiano Briseño, músico y compositor mexicano (f. 1988).
- 1903: Anaïs Nin, escritora franco-estadounidense (f. 1977).
- 1903: Raymond Queneau, escritor francés (f. 1976).
- 1904: Atano III (Mariano Juaristi), pelotari español (f. 2001).
- 1907: W. H. Auden, poeta británico (f. 1973).
- 1910: Douglas Bader, piloto británico (f. 1982).
- 1915: Ann Sheridan, actriz estadounidense (f. 1967).
- 1917: Roberto Galán, presentador argentino (f. 2000).
- 1917: Juan Vallet de Goytisolo, jurista español (f. 2011).
- 1921: Antonio María Javierre, cardenal español (f. 2007).
- 1921: John Rawls, filósofo estadounidense (f. 2002).
- 1922: Pierre Hadot, filósofo francés (f. 2010).
- 1924: Thelma Estrin, informática americana y pionera en ingeniería biomédica y sistemas expertos (f. 2014).
- 1924: Robert Mugabe, militar y político zimbabués, presidente de Zimbabue entre 1987 y 2017 (f. 2019).
- 1925: Sam Peckinpah, cineasta estadounidense (f. 1984).
- 1925: Jack Ramsay, entrenador de baloncesto estadounidense (f. 2014).
- 1927: Hubert de Givenchy, fundador de la compañía de fragancias corporales Givenchy (f. 2018).
- 1928: Amparo Dávila, escritora mexicana (f. 2020).

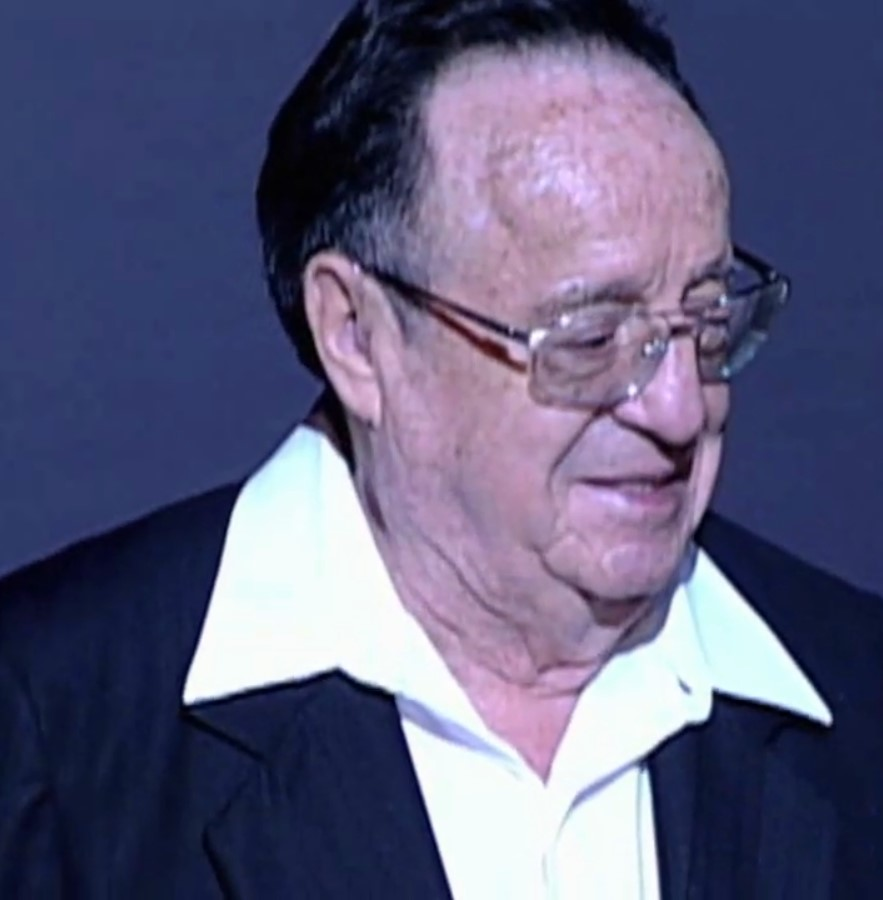
Roberto Gómez Bolaños

- Roberto Gómez Bolaños1928: Tino Pascali, actor argentino (f. 2005).
- 1928: Cecil Sandford, piloto británico de motociclismo (f. 2023).
- 1929: Roberto Gómez Bolaños, comediante, director y productor mexicano, creador de El Chavo del ocho (f. 2014).
- 1930: María Ángeles Arazo, escritora, periodista y crítica de arte, valenciana.
- 1929: Arturo Fernández, actor español (f. 2019).
- 1930: Helvio Soto, director de cine chileno (f. 2001).
- 1933: Bob Rafelson, cineasta estadounidense (f. 2022).

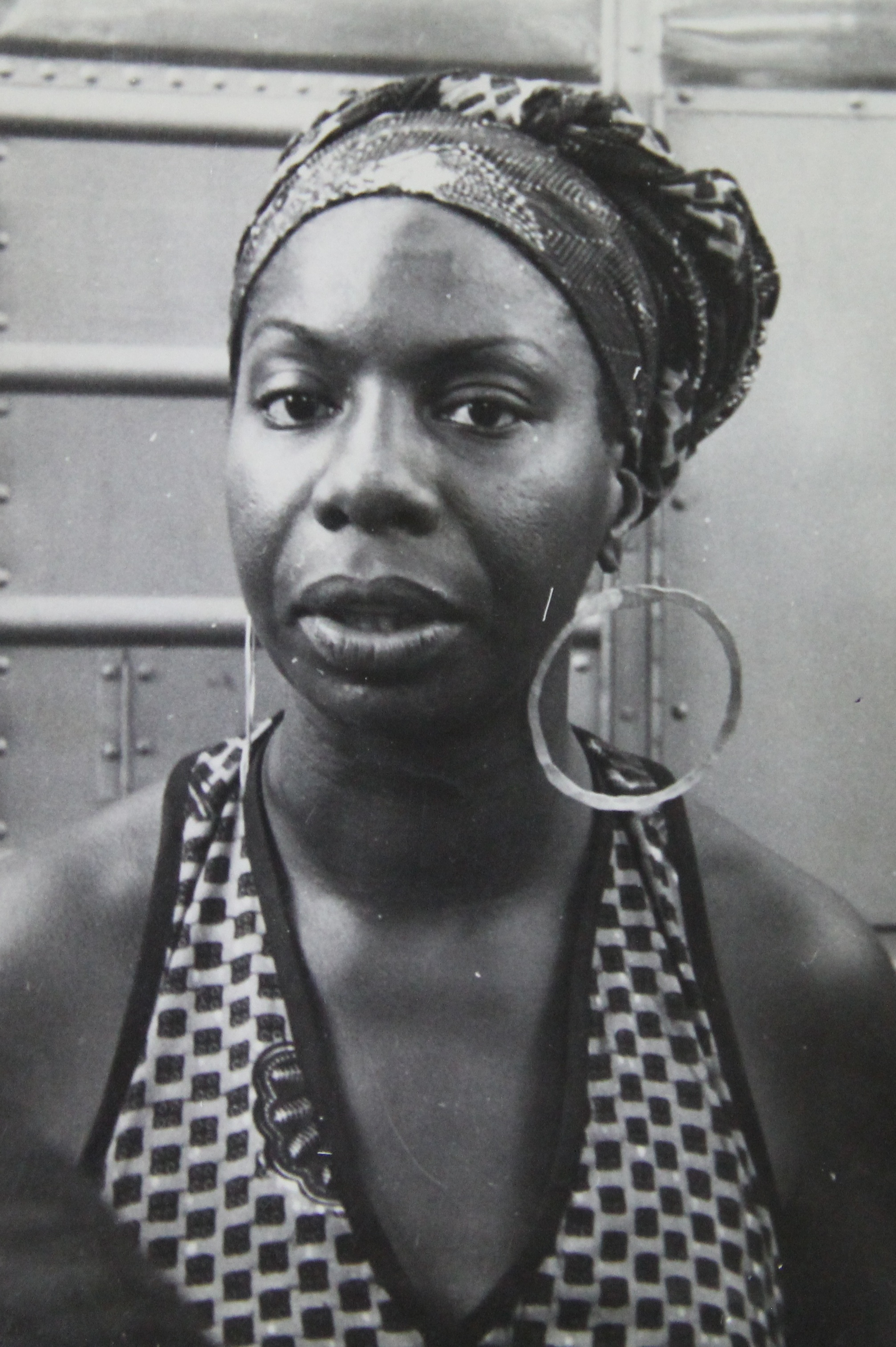
Nina Simone

- Nina Simone1933: Nina Simone, cantante y compositora estadounidense (f. 2003).
- 1934: Rue McClanahan, actriz estadounidense de Las chicas de oro (f. 2010).
- 1937: Harald V, rey noruego.
- 1937: Paloma Cordero, ciudadana mexicana, esposa del presidente Miguel de la Madrid (f. 2020).
- 1938: Karl Horst Hödicke, escultor alemán (f. 2024).
- 1940: Peter Gethin, piloto británico de automovilismo (f. 2011).
- 1940: John Lewis, político estadounidense (f. 2020).
- 1941: José de Zer, periodista argentino (f. 1997).
- 1942: Margarethe von Trotta, actriz y cineasta alemana.
- 1943: David Geffen, productor discográfico estadounidense.
- 1945: Peter Lee Lawrence, actor alemán (f. 1974).
- 1946: Anthony Daniels, actor británico, famoso por interpretar al robot C-3PO.
- 1946: Alan Rickman, actor británico (f. 2016).
- 1946: Lorenzo Santamaría, músico español.
- 1946: Guillermo Blanc, periodista, abogado, locutor y conductor televisivo argentino (f. 2021).
- 1947: Renata Sorrah, actriz brasileña
- 1948: Hugo Paredero, periodista, escritor, guionista y crítico argentino.
- 1949: Jerry Harrison, músico estadounidense, de la banda Talking Heads.
- 1949: Enrique Wolff, futbolista argentino.
- 1950: Sahle-Work Zewde, diplomática y estadista etíope. Presidenta de Etiopía desde 2018 hasta 2024.
- 1951: Vince Welnick, cantante estadounidense, de la banda Grateful Dead (f. 2006).
- 1952: Vitali Churkin, diplomático ruso (f. 2017).
- 1953: Carlos Calvo, actor argentino (f. 2020).
- 1953: William Petersen, actor estadounidense.
- 1954: Luis Antonio Ludueña, futbolista argentino (f. 2023).
- 1955: Kelsey Grammer, actor, cineasta y guionista estadounidense.
- 1955: Josep Piqué, político español (f. 2023).
- 1958: Mary Chapin Carpenter, cantante de country estadounidense.
- 1958: Jack Coleman, actor y guionista estadounidense.
- 1958: Luis María Díez-Picazo Giménez, magistrado del Tribunal Supremo de España.
- 1959: José María Cano, cantautor español, de la banda Mecano.
- 1961: Christopher Atkins, actor estadounidense.
- 1962: Ricardo Lagos Weber, político chileno.
- 1962: Chuck Palahniuk, escritor estadounidense.
- 1962: David Foster Wallace, novelista estadounidense (f. 2008).
- 1963: William Baldwin, actor estadounidense.
- 1964: Mark E. Kelly, astronauta estadounidense.
- 1967: Leroy Burrell, atleta estadounidense.
- 1968: Patrick Gallagher, actor canadiense.
- 1969: James Dean Bradfield, músico británico, de la banda Manic Street Preachers.
- 1969: Tony Meola, futbolista estadounidense.
- 1969: Eric Wilson, músico estadounidense, de la banda Sublime.
- 1969: Luka Tudor, futbolista chileno.
- 1973: Pablo Olivares, cantante argentino.
- 1974: Iván Campo, futbolista español.
- 1974: Mercedes Moltó, actriz española-panameña.
- 1974: Giuliano Tadeo Aranda, futbolista brasileño.
- 1975: Sergio Martínez, boxeador argentino.
- 1976: Juan Carlos Olave, futbolista argentino.
- 1977: Steve Francis, jugador de baloncesto estadounidense.
- 1977: Rodrigo Gral, futbolista brasileño.
- 1978: Kim Ha-neul, actriz surcoreana.
- 1979: Pascal Chimbonda, futbolista francés.
- 1979: Jordan Peele, cineasta estadounidense.
- 1979: Carlito, luchador profesional estadounidense.
- 1979: Jennifer Love Hewitt, actriz estadounidense.
- 1979: Bryan Lee O'Malley, historietista canadiense.
- 1979: Ibán Cuadrado, futbolista español.
- 1980: Tiziano Ferro, cantante italiano.
- 1980: Jigme Khesar Namgyel Wangchuck, rey dragón de Bután.
- 1981: Floor Jansen, cantante neerlandesa, vocalista de Nightwish.
- 1983: Franklin Gutiérrez, beisbolista venezolano.
- 1983: Mélanie Laurent, actriz, modelo, directora, cantante y escritora francesa.
- 1984: David Odonkor, futbolista alemán.
- 1985: Adel Kolahkaj, futbolista iraní.
- 1985: Geórgios Samarás, futbolista griego.
- 1986: Charlotte Church, cantante británica.

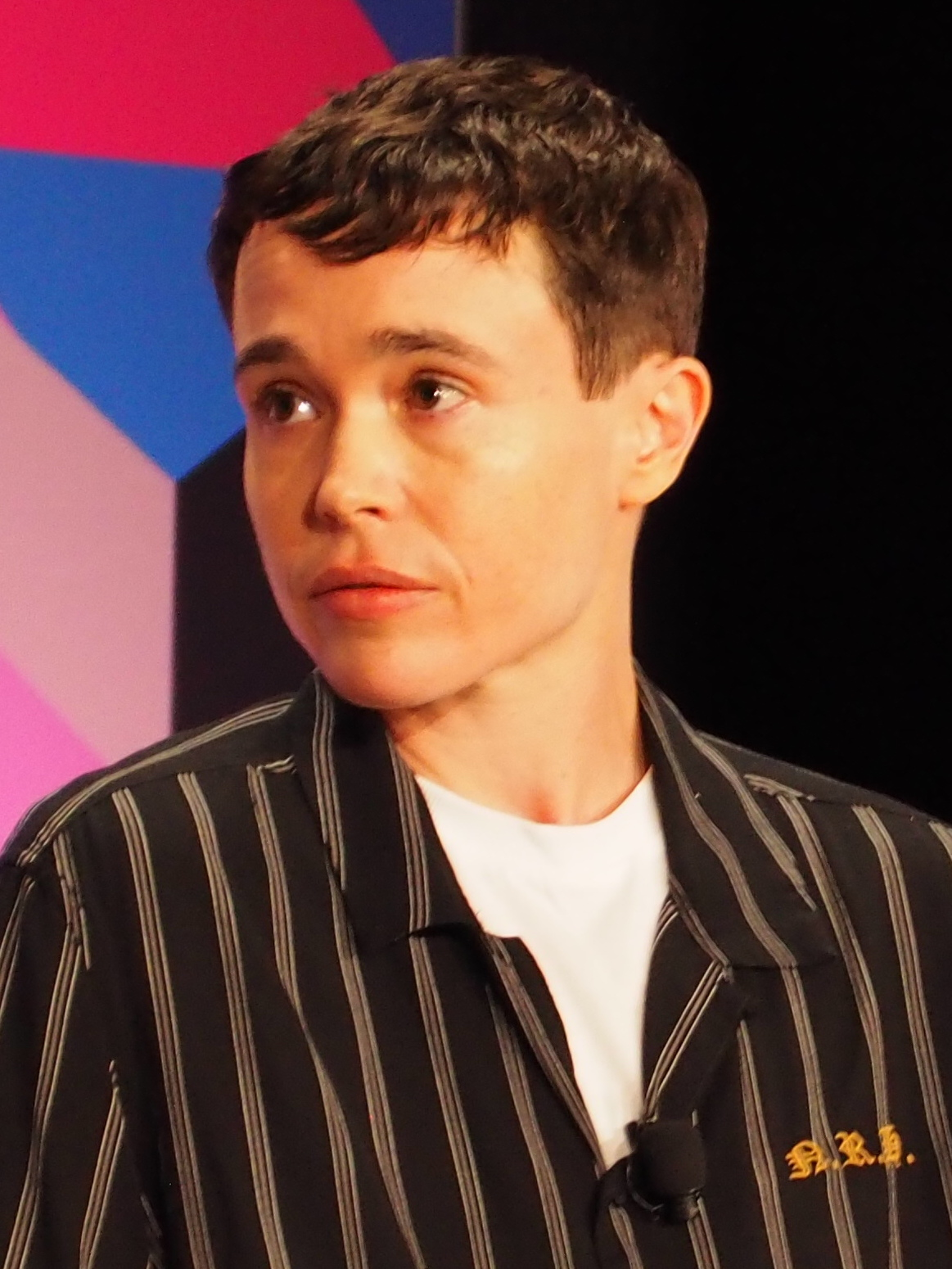
Elliot Page

- Elliot Page1987: Ashley Greene, actriz y modelo estadounidense.
- 1987: Elliot Page, actor canadiense.
- 1989: Corbin Bleu, cantante y actor estadounidense.
- 1989: Kristin Herrera, actriz estadounidense.
- 1989: Fernando Monetti, futbolista argentino.
- 1990: Kang Ha-neul, actor surcoreano.
- 1991: Riyad Mahrez, futbolista argelino.
- 1991: Solar, cantante surcoreana, líder del grupo Mamamoo.
- 1991: Tatiana Ariza, futbolista y jugadora colombiana.
- 1993: Masaki Suda, actor y cantante japonés.
- 1993: Fabrizio Romano, periodista italiano.
- 1993: Davy Klaassen, futbolista neerlandés.
- 1994: Wendy, cantante surcoreana, integrante del grupo Red Velvet.
- 1994: Giulia, luchadora japonesa.
- 1996: Sophie Turner, actriz británica.
- 1996: Hayato Nishinoue, futbolista japonés.
- 1996: Nicolás Messiniti, futbolista argentino.
- 1997: Andrea Bondioli, futbolista italiano.
- 1997: Rachele Barbieri, ciclista italiana.
- 1997: James Pantemis, futbolista canadiense.
- 1997: Pol Valentín Sancho, futbolista español.
- 1997: Óttar Magnús Karlsson, futbolista islandés.
- 1998: Ella-Rae Smith, actriz y modelo británica.
- 1998: Sheikh Sibi, futbolista gambiano.
- 1999: Win Metawin, actor, cantante y modelo tailandés.
- 1999: Pedro Manuel González, futbolista paraguayo.
- 1999: Elena Pirrone, ciclista italiana.
- 1999: Théo Delacroix, ciclista francés.
- 1999: Max Langenhan, piloto de luge alemán.
- 1999: Andrija Radulović, futbolista montenegrino.
- 1999: Vladan Bubanja, futbolista montenegrino.
- 2000: Will Smallbone, futbolista británico.
- 2000: Eduardo Guerrero, futbolista panameño.
- 2000: Brandon Sartiaguín, futbolista mexicano.
- 2000: Miguel Binimelis, futbolista chileno.
- 2002: Irakli Azarovi, futbolista georgiano.
- 2003: Galymzhan Kenzhebek, futbolista kazajo.
- 2004: Ayush Ghalan, futbolista nepalí.
- 2004: Martin Vetkal, futbolista estonio.

## Fallecimientos
- 1437: Jacobo I, rey escocés (n. 1394).

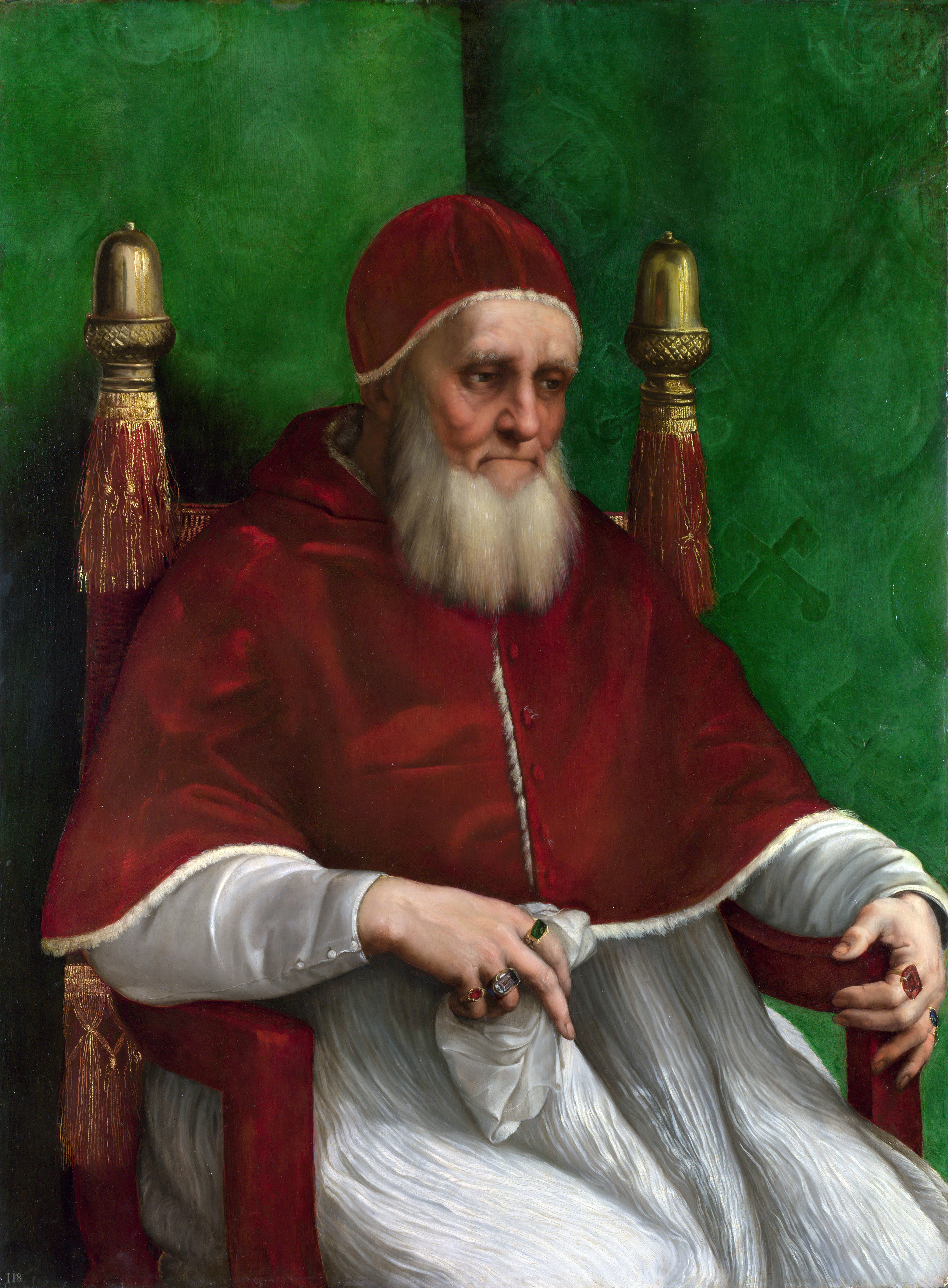
Julio II.

- 1513: Julio II, papa italiano (n. 1443).
- 1666: Armando de Borbón-Conti, príncipe italiano (n. 1629).
- 1677: Baruch Spinoza, filósofo neerlandés (n. 1632).
- 1730: Benedicto XIII, papa italiano (n. 1649).
- 1814: Andréi Voronijin, arquitecto ruso (n. 1759).
- 1833: Josefa Amar y Borbón, pedagoga y escritora española (n. 1749).
- 1846: Ninkō, emperador japonés (n. 1800).
- 1862: Justinus Kerner, poeta alemán (n. 1786).
- 1866: Manuel Felipe de Tovar, el 15° presidente de Venezuela (n.1803).
- 1894: 
  - Gustave Caillebotte, pintor francés (n. 1848).
  - María Mendoza de Vives, escritora española (n. 1821).
- 1897: Elías Rogent, arquitecto español (n. 1821).

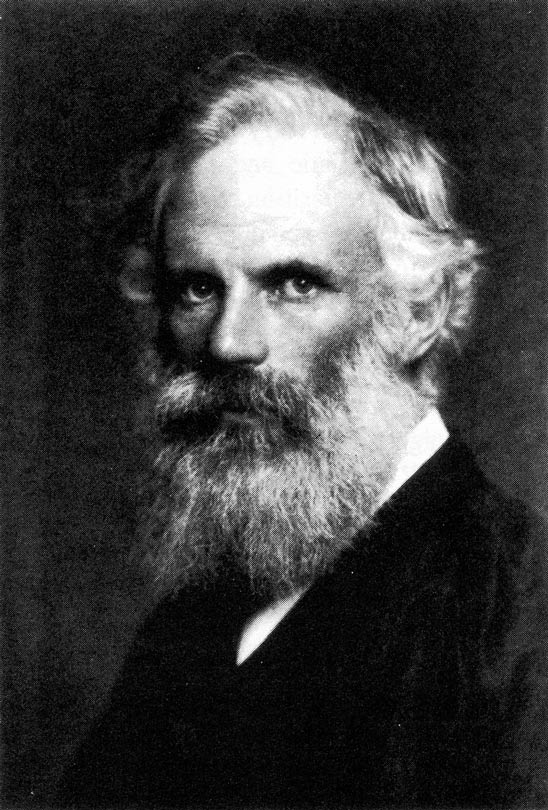
George Francis FitzGerald.

- 1901: George Francis FitzGerald, físico irlandés (n. 1851).
- 1911: Isidro Nonell, pintor español (n. 1873).
- 1919: Julio Burell, periodista y político español (n. 1859).
- 1924: Mateo Inurria, escultor español (n. 1867).
- 1926: Heike Kamerlingh Onnes, físico neerlandés, premio nobel de física en 1913 (n. 1853).
- 1933: Alfredo Rodríguez Ballón, aviador peruano (n. 1908).
- 1934: Augusto C. Sandino, general y héroe nacional nicaragüense (n. 1895).
- 1938: Carlos de Haya González, aviador español (n. 1902).
- 1941:
  - Frederick Grant Banting, médico canadiense, premio nobel de medicina en 1923 (n. 1891).
  - Rafael Guerra, torero español (n. 1862).
- 1945: Eric Liddell, atleta británico (n. 1902).
- 1958: Duncan Edwards, futbolista británico (n. 1936).
- 1960: Jacques Becker, cineasta francés (n. 1906).
- 1962: Julio Rey Pastor, matemático español (n. 1888).

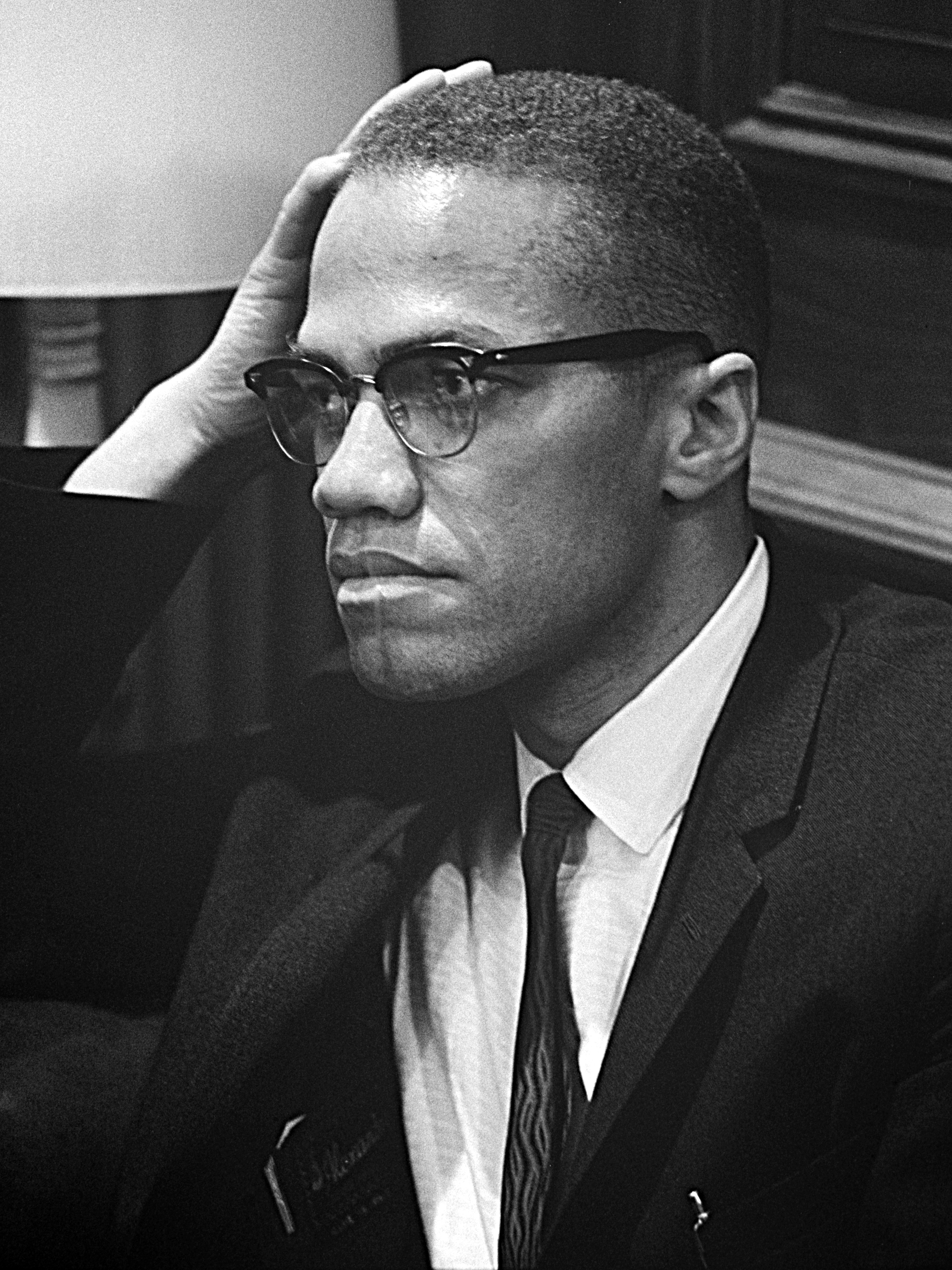
Malcolm X.

- 1965: Malcolm X, activista estadounidense (n. 1925).
- 1967: Ramón Iribarren Cavanilles, ingeniero español (n. 1900).
- 1970: Julio Palacios Martínez, físico español (n. 1891).
- 1976: Domingo Mercante, militar y político argentino (n. 1898).
- 1980: Alfred Andersch, escritor alemán (n. 1914).
- 1984:
  - Mijaíl Shólojov, escritor soviético, premio nobel de literatura en 1966 (n. 1905).
  - Fernando Remacha, compositor español (n. 1898).
  - Emilio Rodríguez Barros, ciclista español (n. 1923).
- 1985: Louis Hayward, actor británico (n. 1909).
- 1987: Noel Odell, montañista británico (n. 1890).
- 1991:
  - Margot Fonteyn, bailarina británica (n. 1919).
  - Andrés Mejuto, actor español (n. 1909).
- 1992: Lorenzo Jaramillo, fue un artista nacido en Alemania, de Padres Colombianos. (n. 1955).
- 1993: Inge Lehmann, científica danesa (n. 1888).
- 1994: Evgeny Belyaev, tenor soviético (n. 1926).
- 1996: Morton Gould, compositor estadounidense (n. 1913).
- 2000:
  - Fernando Benítez, escritor y periodista mexicano (n. 1912).
  - Antonio Díaz-Miguel, baloncestista y entrenador español (n. 1933).
- 2002: Georges Vedel, profesor de derecho francés (n. 1910).
- 2003:
  - Pierre Jahan, fotógrafo e ilustrador francés (n. 1909).
  - Karel Kosík, filósofo checo (n. 1926).
  - Kevin O'Shea, baloncestista estadounidense (n. 1925).
  - Bill Susman, productor de cine y activista estadounidense (n. 1915).
  - Dick White, funcionario británico de Inteligencia (n. 1906).
- 2004:
  - John Charles, futbolista británico (n. 1931).
  - Guido Molinari, artista abstracto canadiense (n. 1933).
- 2005: Guillermo Cabrera Infante, escritor cubano (n. 1929).[6]
- 2008: Ana González, actriz chilena (n. 1915).
- 2011: Odón Alonso Ordás, director de orquesta y compositor español (n. 1925).
- 2015: Clark Terry, trompetista estadounidense de jazz (n. 1920).
- 2016: María Luisa Alcalá, actriz y comediante mexicana (n. 1943).
- 2017: Kenneth Arrow, economista estadounidense (n. 1921).
- 2018: Billy Graham, predicador evangélico estadounidense (n. 1918).
- 2019:
  - Stanley Donen, coreógrafo y cineasta estadounidense (n. 1924).
  - Beverley Owen, actriz estadounidense (n. 1937).
- 2022: Miguel Gallardo, historietista español (n. 1955).
- 2023: Amancio Amaro jugador de fútbol español (n. 1939).
- 2024: Roger Guillemin, médico francés, Premio Nobel de Medicina en 1977 (n. 1924).

## Celebraciones
- Día Internacional del Guía de Turismo.

- Día Internacional para la Protección de los Osos.

- Día Internacional de la Lengua Materna.
Proclamado por la Conferencia General de la Unesco en 1999.[7]

- Día Internacional de la Kombucha.[8]

 Por países
(Por orden alfabético)
- Bangladés:
  - Día de los Mártires de la Lengua.[9]

- Colombia:
  - Día Nacional de las Lenguas Nativas.

- Ecuador:
  - Día del Bibliotecario Ecuatoriano.

- España:
  - Día de las Letras Canarias.

- Estados Unidos:
  - Día del Bollo Pegajoso.
(en inglés: National Sticky Bun Day).

- Guatemala:
  - Día Nacional del Biólogo.

- México:
  - Aniversario de la Cruz Roja Mexicana.
Fundación: 21 de febrero de 1910 (115 años).

- Vanuatu:
  - Día del padre Lini.[10]

- Zimbabue:
  - Día Nacional de la Juventud.[10]

### Santoral católico

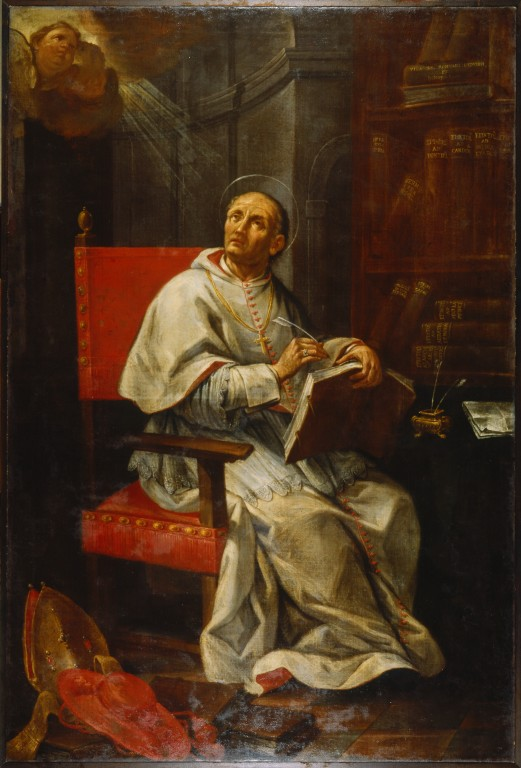
San Pedro Damián.

- San Pedro Damián, cardenal italiano, obispo de Ostia y «doctor» de la Iglesia (f. 1072).[11]
- San Eustacio de Antioquía, obispo turco (f. c. 338).[11]
- San Germán de Granfeld, abad alemán (f. c. 667).[11]
- Beato Tomás Portmort, presbítero y mártir francés (f. 1592).[11]
- San Roberto Southwell, presbítero y mártir inglés (f. 1595).[11]
- Beato Natal Pinot, presbítero y mártir francés (f. 1794).[11]
- Beata María Enriqueta Dominici, religiosa italiana (f. 1894).[11]